# سرجیو دانیل پونس
سرجیو دانیل پونس (انگلیسی: Sergio Daniel Ponce؛ زادهٔ ۹ ژانویهٔ ۱۹۸۴) بازیکن فوتبال اهل آرژانتین است.
از باشگاه‌هایی که در آن بازی کرده‌است می‌توان به باشگاه فوتبال دپورتیوو مورون و باشگاه فوتبال لاریسا اشاره کرد.